# Березовка (Кваркенський район)
Бере́зовка (рос. Берёзовка) — село у складі Кваркенського району Оренбурзької області, Росія.

## Населення
Населення — 178 осіб (2010; 282 у 2002).
Національний склад (станом на 2002 рік):
- росіяни — 55 %
- казахи — 28 %